# Volvo XC60

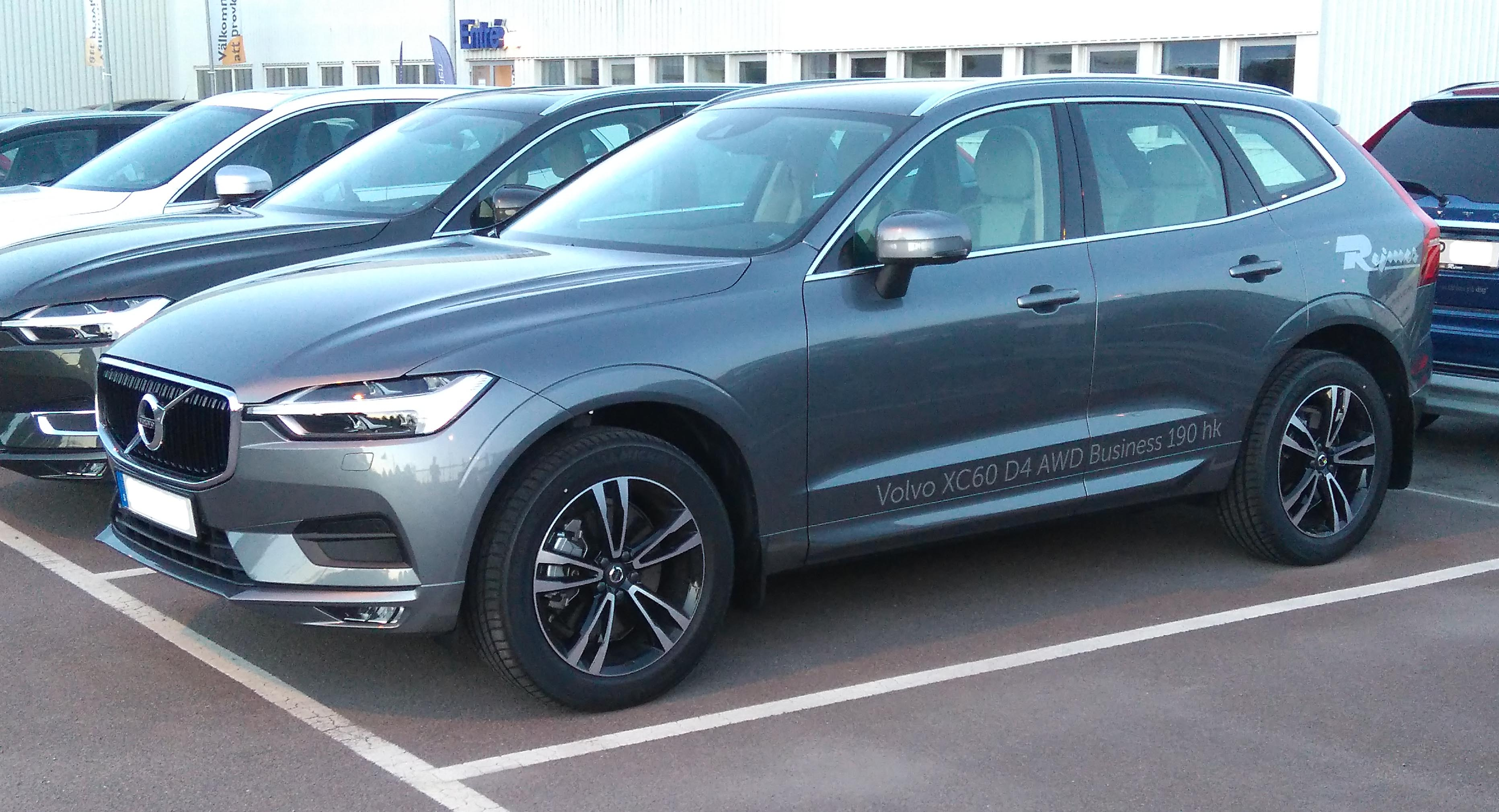
Nieuwe Volvo XC60

De Volvo XC60 is een middelgrote SUV van Volvo die de grootte heeft van de nieuwe Land Rover Discovery Sport. Ze zijn gelijk aan elkaar qua lengte, bodemplaat en motoren. Het design is daarentegen sterk verschillend.
De XC60 is gebaseerd op het Ford EUCD-platform, dat ook voor de V70/XC70, S60, V60 en de S80 wordt gebruikt. Het Ford EUCD-platform vormt de basis voor verschillende auto's uit het Ford-concern (Ford Galaxy/S-Max, Ford Mondeo en Mazda 6).
De auto is een mix van veel Volvo-modellen. Het bovenste deel van de achterklep is van glas wat ook het geval is bij de C30 en hij heeft het terreinuiterlijk van de XC90.
De XC60-conceptauto die te zien was op de Detroit-autoshow weerspiegelt de wens van Volvo om Volvo's, die nu vanaf een afstand van 50 meter herkenbaar zijn, voortaan al op een afstand van 100 meter te kunnen herkennen. Dit wordt met name bewerkstelligd door een groter logo in een meer uitgesproken grille.
De introductie was eind 2009, wat een belangrijk jaar was voor de midi-SUV's, want niet alleen de XC60 kwam in die periode op de markt, ook BMW, Audi en Mercedes-Benz proberen een graantje mee te pikken in dat segment met respectievelijk de nieuwe X3, de Q5 en de GLK.

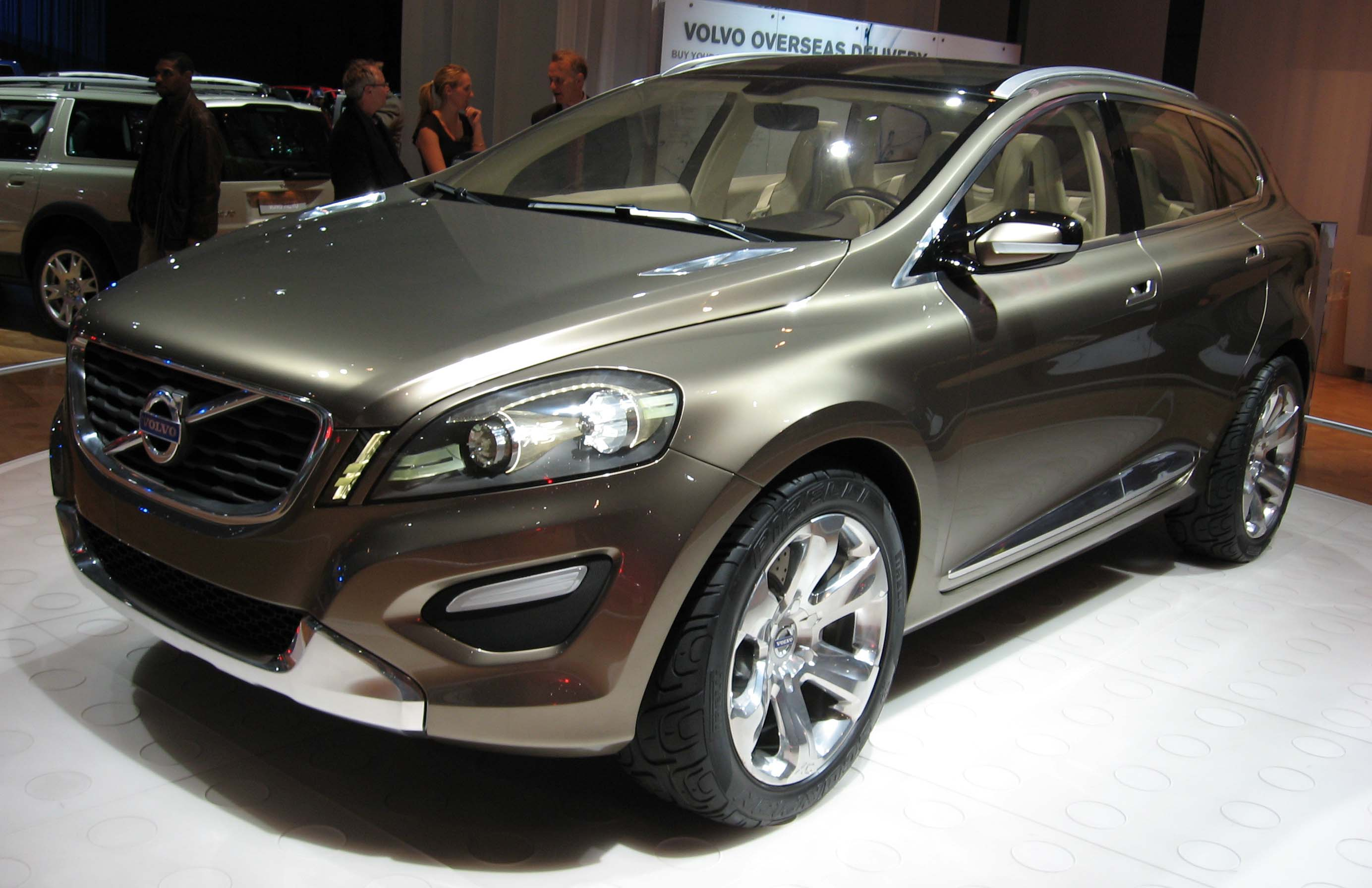
Volvo XC60 Concept
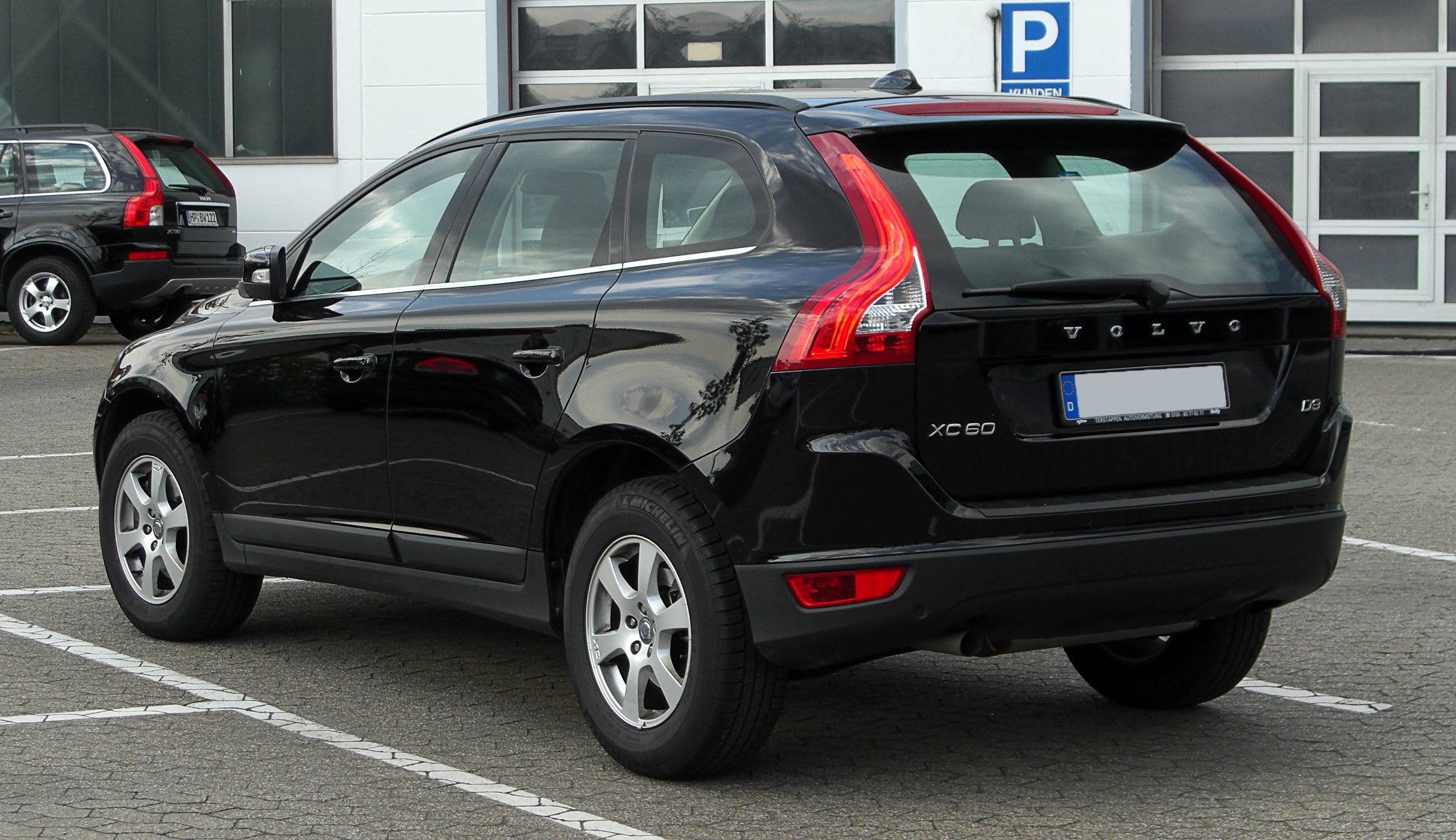
Volvo XC60, achteraanzicht
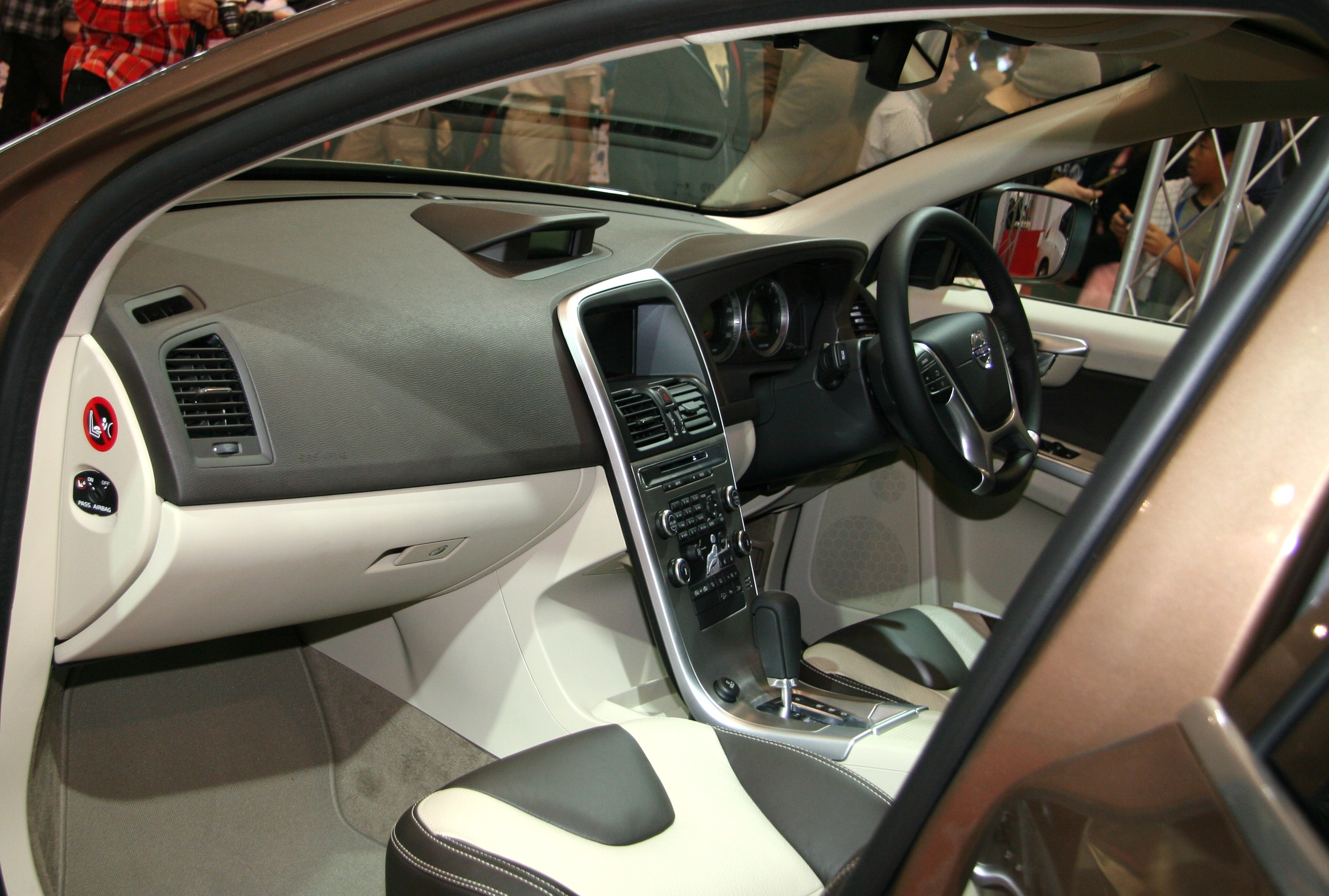
Volvo XC60, interieur

Enkele van de veiligheidsvoorzieningen zijn de City safety, de adaptive cruise control, de collision warning met Auto Brake, de Driver alert control en de Dynamic stability and traction control.
De 2e generatievan de XC60 wordt geproduceerd in de Volvofabriek in Göteborg, Zweden. De 1ste generatie van de XC60 werd tot 2017 gebouwd in de fabriek in Gent, België. 

## Motoren
Benzine
|                                    | 2.0T                         | T5                           | 3.2 AWD                      | 3.2 AWD                      | T6 AWD                       | T6 AWD                               |
| ---------------------------------- | ---------------------------- | ---------------------------- | ---------------------------- | ---------------------------- | ---------------------------- | ------------------------------------ |
|                                    | 03-2010 tot 05-2011          | sinds 09-2010                | 2009 tot 2010                | sinds 09-2010                | 2008 tot 2010                | sinds 03-2010                        |
| Motortype                          | Viercilinder-in-rij          | Viercilinder-in-rij          | Zescilinder-in-rij           | Zescilinder-in-rij           | Zescilinder-in-rij           | Zescilinder-in-rij                   |
| Turbolader                         | Turbolader                   | Turbolader                   | —                            | —                            | Twin-Scroll-Turbo            | Twin-Scroll-Turbo                    |
| Cilinderinhoud                     | 1999 cm³                     | 1999 cm³                     | 3192 cm³                     | 3192 cm³                     | 2953 cm³                     | 2953 cm³                             |
| Max. vermogen bij min−1            | 149 kW (203 pk)/6000         | 177 kW (240 pk)/5500         | 175 kW (238 pk)/6200         | 179 kW (243 pk)/6400         | 210 kW (285 pk)/5600         | 224 kW (304 pk)/5600                 |
| Max. koppel bij min−1              | 300 Nm/1750–4000             | 340 Nm/1800–5000             | 320 Nm/3200                  | 320 Nm/3200                  | 400 Nm/1500–4800             | 440 Nm/1500–4800 (440 Nm/2100–4200)* |
| Aandrijving, standaard             | Voorwielaandrijving (FWD)    | Voorwielaandrijving (FWD)    | AWD                          | AWD                          | AWD                          | AWD                                  |
| Versnellingsbak, standaard         | 6-versnellingsbak-Powershift | 6-versnellingsbak-Powershift | 6-versnellingsbak-Geartronic | 6-versnellingsbak-Geartronic | 6-versnellingsbak-Geartronic | 6-versnellingsbak-Geartronic         |
| Versnellingsbak, optioneel         | —                            | —                            | —                            | —                            | —                            | —                                    |
| Leeggewicht                        | 1833 kg                      | 1830 kg                      | 1815 kg                      | 1930 kg                      | 1874 kg                      | 1961 kg                              |
| maximaal extra gewicht             | 437 kg                       | 427 kg                       | 615 kg                       | 489 kg                       | 592 kg                       | 479 kg                               |
| Sprint 0–100 km/h                  | 8,9 s                        | 8,1 s                        | 9,1 s                        | 9,3 s                        | 7,5 s                        | 7,3 s                                |
| Topsnelheid                        | 205 km/h                     | 210 km/h                     | 210 km/h                     | 210 km/h                     | 210 km/h                     | 210 km/h                             |
| Verbruik per 100 km (gecombineerd) | 8,5 l Euro 95                | 8,5 l Euro 95                | 11,2 l Euro 95               | 9,9 l Euro 95                | 11,7 l Euro 95               | 10,7 l Euro 95                       |
| CO2-emissie (gecombineerd)         | 198 g/km                     | 198 g/km                     | 267 g/km                     | 229 g/km                     | 274 g/km                     | 249 g/km                             |
| Emissie volgens EU-classificatie   | Euro 5                       | Euro 5                       | Euro 4                       | Euro 5                       | Euro 5                       | Euro 5                               |
| *sinds oktober 2010                |                              |                              |                              |                              |                              |                                      |

Diesel
| | DRIVe                                     | D3                                        | D3 AWD                                    | 2.4D AWD                                  | 2.4D DRIVe                                | D5 AWD                                    | D5 AWD                                    | D5 AWD                                    |
| --- | ----------------------------------------- | ----------------------------------------- | ----------------------------------------- | ----------------------------------------- | ----------------------------------------- | ----------------------------------------- | ----------------------------------------- | ----------------------------------------- |
| | sinds 2010                                | sinds 2010                                | sinds 2010                                | 2008 tot 2010                             | 2009 tot 2010                             | 2008 tot 2009                             | 2009 tot 05-2011                          | sinds 06-2011                             |
| Motortype | Vijfcilinder-in-rij, Common-Rail-injectie | Vijfcilinder-in-rij, Common-Rail-injectie | Vijfcilinder-in-rij, Common-Rail-injectie | Vijfcilinder-in-rij, Common-Rail-injectie | Vijfcilinder-in-rij, Common-Rail-injectie | Vijfcilinder-in-rij, Common-Rail-injectie | Vijfcilinder-in-rij, Common-Rail-injectie | Vijfcilinder-in-rij, Common-Rail-injectie |
| Turbolader | Turbolader                                | Turbolader                                | Turbolader                                | Turbolader                                | Turbolader                                | Turbolader                                | Turbolader                                | Turbolader                                |
| Cilinderinhoud | 1984 cm³                                  | 1984 cm³                                  | 2400 cm³                                  | 2400 cm³                                  | 2400 cm³                                  | 2400 cm³                                  | 2400 cm³                                  | 2400 cm³                                  |
| Max. vermogen bij min−1 | 120 kW (163 pk)/2900                      | 120 kW (163 pk)/2900                      | 120 kW (163 pk)/4000                      | 120 kW (163 pk)/4000                      | 129 kW (175 pk)/3000                      | 136 kW (185 pk)/4000                      | 151 kW (205 pk)/4000                      | 158 kW (215 pk)/4000                      |
| Max. koppel bij min−1 | 400 Nm/1400–2850                          | 400 Nm/1400–2850                          | 420 Nm/1500–2500                          | 340 Nm/1750–2750                          | 420 Nm/1750–2750                          | 400 Nm/2000–2750                          | 420 Nm/1500–3250                          | 420 Nm/1500–3250                          |
| Aandrijving, standaard | Voorwielaandrijving (FWD)                 | Voorwielaandrijving (FWD)                 | AWD                                       | AWD                                       | Voorwielaandrijving (FWD)                 | AWD                                       | AWD                                       | AWD                                       |
| Versnellingsbak, standaard | 6-versnellingsbak-handgeschakeld          | 6-versnellingsbak-Geartronic              | 6-versnellingsbak-handgeschakeld          | 6-versnellingsbak-handgeschakeld          | 6-versnellingsbak-handgeschakeld          | 6-versnellingsbak-Geartronic              | 6-versnellingsbak-handgeschakeld          | 6-versnellingsbak-handgeschakeld          |
| Versnellingsbak, optioneel | —                                         | —                                         | 6-versnellingsbak-Geartronic              | 6-versnellingsbak-Geartronic              | —                                         | 6-versnellingsbak-Geartronic              | 6-versnellingsbak-Geartronic              | 6-versnellingsbak-Geartronic              |
| Leeggewicht | 1847 kg                                   | 1871 kg                                   | 1921 kg                                   | 1790–1808 kg                              | 1718–1742 kg                              | 1801 kg                                   | 1793–1811 kg                              | 1921 kg                                   |
| Maximaal extra gewicht | 660 kg                                    | 636 kg                                    | 584 kg                                    | 697–715 kg                                | 763–787 kg                                | 704 kg                                    | 694–712 kg                                | 584 kg                                    |
| Sprint 0–100 km/h: | 10,3 s                                    | 10,3 s                                    | 10,5 s (10,9 s)                           | 10,5 s (10,9 s)                           | 9,8 s (10,2 s)                            | 9,5 s                                     | 8,5 s (8,9 s)                             | 8,5 s (8,9 s)                             |
| Topsnelheid | 200 km/h                                  | 195 km/h                                  | 195 (190 km/h)                            | 205 (200 km/h)                            | 205 km/h                                  | 205 km/h                                  | 210 (205 km/h)                            | 210 (205 km/h)                            |
| Verbruik auf 100 km (gecombineerd)                                                                                                  | 5,7 l                                     | 6,8 l                                     | 6,6 (7,0 l) [5,6–6,8 l]                   | 6,9 (7,5 l)                               | 6,0 (6,9 l)                               | 7,5 l                                     | 6,9–7,5 l [6,6–7,0 l]                     | 5,7 l (6,8 l )                            |
| CO2-emissie (gecombineerd) | 149 g/km                                  | 178 g/km                                  | 174 (184) g/km [149–179 g/km]             | 183 (199 )g/km                            | 159 (183) g/km                            | 199 g/km                                  | 183–199 g/km [174–184 g/km]               | 149 g/km (179 g/km)                       |
| Emissie volgens EU-classificatie | Euro 5                                    | Euro 5                                    | Euro 5                                    | Euro 4                                    | Euro 4                                    | Euro 4                                    | Euro 4 [Euro 5]                           | Euro 5                                    |
| Waardes tussen haakjes gelden voor motoren uit modeljaar 2011 Waardes tussen ronde haakjes gelden voor automatische versnellingsbak |                                           |                                           |                                           |                                           |                                           |                                           |                                           |                                           |

Huidige modellen:
EC40 · 
EX30 · 
S60-V60 · 
S90-V90 · 
XC40 · 
XC60 · 
XC90 · 
EX90
Modellen geïntroduceerd na 1965:
100-serie · 
164 · 
200-serie · 
262C · 
66 ·
300-serie · 
400-serie ·
480 ·
700-serie · 
850 · 
900-serie · 
C30 · 
C70 · 
S40 · 
S70 · 
S80 · 
V40 ·
V40 Classic ·
V50 · 
V70-XC70
Modellen geïntroduceerd voor 1965:
ÖV4 · 
PV4 · 
PV650-serie ·
TR670-serie ·
PV36 ·
PV800-serie ·
PV50-serie · 
PV444 ·
PV60 ·
Duett ·
P1900 ·
Amazon · 
PV544 ·
P1800
Conceptauto's:
Philip ·
VESC ·
ECC ·
YCC ·
ReCharge ·
Concept You